# Simone Angel
Simone Angel (właściwie Simone Engelen; ur. 25 grudnia 1971) – holenderska prezenterka telewizyjna i wokalistka eurodance.

## MTV
Simone Angel została najmłodszą w historii prezenterką MTV Europe w roku 1991; odeszła w 1998 roku, co czyni ją jedną z najdłużej pracujących prezenterek w historii stacji. Prowadziła wiele programów, z których najbardziej znanym był Party Zone.

## Dyskografia
W trakcie swojej kariery wokalnej Simone wydała cztery single:
- When Love Rules the World (1991)
- Let This Feeling (1993)
- Walk On Water (1994)
- Contact (1999)

## Inne informacje
W 2005 roku wyszła za mąż za byłego piłkarza Andy'ego Hunta, mają dwójkę dzieci, mieszkają na Arubie.